# За полчаса до весны
«За полчаса́ до весны́» (инципит «В мокром саду осень забыла…») — песня композитора Оскара Фельцмана на слова Наума Олева, написанная в 1976 году. Первый исполнитель — вокально-инструментальный ансамбль (ВИА) «Песняры» с сольным вокалом руководителя ансамбля Владимира Мулявина.

## История
Музыка Оскара Фельцмана

Слова Наума Олева

В мокром саду осень забыла

Рваный платок жёлтой листвы.

Лучше бы нам встретиться было

За полчаса до весны.

Опозданием мы наказаны,

Что слова любви прежде сказаны,

Что совсем другим доверяли сны

За полчаса до весны.

Что совсем другим доверяли сны

За полчаса до весны.

<…>
Песня «За полчаса до весны» композитора Оскара Фельцмана на слова Наума Олева, написанная в 1976 году, была впервые исполнена вокально-инструментальным ансамблем (ВИА) «Песняры» с сольным вокалом руководителя ансамбля Владимира Мулявина. Инструментальный проигрыш в песне на электрооргане исполнял Владимир Николаев.
Была впервые издана на гибкой пластинке «Вокально-инструментальный ансамбль „Песняры“» фирмы «Мелодия» (Г62 05805-06) в ноябре 1976 года вместе с двумя другими песнями ансамбля — «Вологда» (Борис Мокроусов — Михаил Матусовский) и «И здесь гора, и там гора» (белорусская народная песня).

## Рецепция
Олег Нестеров говорил о песне:
У главного белорусского ВИА, одного из самых популярных в Союзе, было два списка песен. Один — для официальных программ и выступлений, с обработками народных песен, «Косил Ясь конюшину» и «Вологдой». Другой — для души, исполняя который, вдоволь можно было поиграть в битлов и продемонстрировать во всей красе свои «Гибсоны». Песня Фельцмана «За полчаса до весны» попадала во второй, неофициальный список, что можно расценивать как знак качества.
Бывший редактор и автор музыкальных программ (в течение длительного времени) редакции Иновещания Гостелерадио СССР Ольга Новикова вспоминала, что песня «За полчаса до весны» получала от европейских слушателей наибольшее количество заявок на исполнение в эфире.
Колумнистка газеты «Вечерняя Москва» в 2016 году назвала «За полчаса до весны» «хитом всех времён»: «Годы идут, меняются взгляды и вкусы, каждая эпоха рождает своих кумиров и пытается стереть из памяти кумиров прошлого. Но сто́ит в воздухе появиться аромату подтаявшего снега, эта уже старая песня будто рождается заново».

## Кавер-версии, копии, пародии
Песня «За полчаса до весны» исполняется всеми «наследниками» вокально-инструментального ансамбля «Песняры» — Белорусским Государственным ансамблем «Песняры», ансамблем «Белорусские песняры», Анатолием Кашепаровым (бывший участник ВИА «Песняры»), группой «Лявоны» (в чуть более жёсткой аранжировке), Петром Елфимовым (после смерти Владимира Мулявина непродолжительное время в 2003—2004 году работал в ансамбле «Песняры»).
Лариса Долина спела песню в более мягкой, чем у «Песняров» аранжировке. «За полчаса до весны» исполняла группа «Чёрный Лукич».
Свой вариант песни, без существенного изменения первоначальной аранжировки, сделала в 2005 году для проекта Первого канала «Старые песни о главном» Наталья Подольская.
Кавер-версия песни (по сути — пародия) была записана группой «Ляпис Трубецкой» в 1997 году для альбома «Песнярок». В 2002 году эта версия была исполнена на концерте «Рок-коронация».
В 2016 году в четвёртом сезоне («Битве сезонов») телешоу «Один в один!» телеканала «Россия-1» исполнение песни Владимиром Мулявиным копировал Вадим Казаченко.
- «Белорусские песняры»
- Пётр Елфимов
- «Лявоны»
- Лариса Долина
- «Чёрный Лукич»
- Наталья Подольская
- «Ляпис Трубецкой»

## Видео
- Концертное выступление Владимира Мулявина и ВИА «Песняры» с песней «За полчаса до весны» (конец 1990-х — начало 2000-х годов)
- Концертное выступление ВИА «Белорусские песняры» с песней «За полчаса до весны» 29 ноября 2016 года
- Концертное выступление Петра Елфимова с песней «За полчаса до весны» 8 марта 2010 года
- Выступление Натальи Подольской с песней «За полчаса до весны» в проекте Первого канала «Старые песни о главном» (2013)
- Выступление группы «Ляпис Трубецкой» с пародией на песню «За полчаса до весны» на концерте «Рок-коронация» (2002)
- Выступление Вадима Казаченко с имитацией исполнения Владимиром Мулявиным песни «За полчаса до весны» в телешоу «Один в один!» телеканала «Россия-1» (2016)